# Tatiana Karamtshakova
Tatiana Karamtshakova (Татьяна Алексеевна Карамчакова), née le 1er juin 1969 est une lutteuse libre russe.

## Biographie
Tatiana Karamtshakova est la sœur des lutteuses Inga, Natalia, et Lidia.

## Palmarès en lutte

### Championnats du monde
- Médaille d'argent en moins de 44 kg en 1994 à Sofia, (Bulgarie)
- Médaille de bronze en moins de 44 kg en 1993 à Stavern, (Norvège)
- Médaille de bronze en moins de 44 kg en 1992 à Villeurbanne, (France)

### Championnats d'Europe
- Médaille d'or en moins de 44 kg en 1993 à Ivanovo, (Russie)